# بیکیه‌وو
بیکیه‌وو (انگلیسی: Beykeyevo) یک شهرک در شهرستان کوشنارنکوفسکی جمهوری باشقیرستان در کشور روسیه است.